# Chaperina fusca
Sous-famille
Genre
Espèce
Synonymes
- Microhyla leucostigma Boulenger, 1899
- Chaperina beyeri Taylor, 1920
- Nectophryne picturata Smith, 1921

Statut de conservation UICN

 LC  : Préoccupation mineure
Chaperina fusca, unique représentant du genre Chaperina et de la sous-famille des Chaperininae, est une espèce d'amphibiens de la famille des Microhylidae.

## Répartition
Cette espèce se rencontre :
- en Malaisie péninsulaire et en Malaisie orientale ;
- en Indonésie au Kalimantan ;
- aux Philippines dans les îles de Palawan, de Mindanao et de Jolo ;
- en Thaïlande.

## Description
L'holotype mesure 22 mm.

## Taxinomie
Les espèces Microhyla leucostigma, Chaperina beyeri et Nectophryne picturata ont été placées en synonymie avec Chaperina fusca par Smith en 1925.
Il ne faut pas confondre cette espèce, décrite par Mocquard en 1892, avec Chaperina fusca Méhelÿ, 1901 qui est, quant à elle, synonyme d'Austrochaperina mehelyi (Parker, 1934).
Le genre de bryozoaires Chaperina Balavoine, 1959 nec Mocquard, 1892 est un synonyme de Chaperiopsis Uttley, 1949.

## Publications originales
- Mocquard, 1892 : Description de deux ophidiens et d'un batracien d'especes nouvelles. Le Naturaliste, sér. 2, vol. 6, p. 35 (texte intégral).
- Peloso, Frost, Richards, Rodrigues, Donnellan, Matsui, Raxworthy, Biju, Lemmon, Lemmon & Wheeler, 2015 : The impact of anchored phylogenomics and taxon sampling on phylogenetic inference in narrow-mouthed frogs (Anura, Microhylidae). Cladistics, p. 1–28.